# 红鳞扁莎
红鳞扁莎（学名：Cyperus sanguinolentus）为莎草科莎草属下的一个种。

## 扩展阅读
- 維基物種上的相關：红鳞扁莎